# نو گاو
نو گاو یک ستاره است که در صورت فلکی ثور قرار دارد.